# 曾民勇
曾民勇（1941年9月—2022年9月26日），男，福建南靖人，中国物理学家，福建师范大学教授。主要从事激光科研工作。

## 生平
曾就读于福建省厦门第一中学。1963年8月毕业于福建师范学院物理系，留校任教。1995年被评为教授。1996年至2002年担任校长。2022年9月26日2时21分在福州逝世，享年82岁。

## 学术贡献
主要从事激光科研工作，开展“激光大气传输通信及其应用研究”，1978年获福建省科学大会成果奖。开展“激光育种试验”，所培育的水稻品种“光大白”，1981年获福建省科技成果三等奖。

## 社会兼职
- 中国物理学会理事
- 福建省物理学会理事长
- 中国共产党福建省第六届委员会候补委员
- 福建省科学技术协会第五、第六届委员会副主席

## 荣誉
- 国务院政府特殊津贴
- 福建省五一劳动奖章
- 全国优秀教育工作者
- 光荣在党50年纪念章
- 琉球大学名誉教授（2001年12月27日）[4]